# خاندان آداچی
خاندان آداچی (به ژاپنی: 安達氏 Adachi clan) یکی از خاندان‌های سامورایی بود. اهمیت تاریخی این خاندان موفقیت‌های آنها در جنگ گنپی و وابستگی متعاقب آن به خاندان هوجو است. آداچی کاگه‌موری از شخصیت‌های معروف این خاندان است.